# 眠りの美女
『眠りの美女』（原題: Sleeping Beauties）は、1999年に製作されたアメリカ合衆国の短編映画。日本では1999年に第8回東京国際レズビアン&ゲイ映画祭で上映された。

## キャスト
- ヘザー：サラ・ラセズ
- シンディ：ラダ・ミッチェル
- クレア：クレア・デュヴァル
- ローズ・マッゴーワン
- レイシャ・ヘイリー